# Ein (イラストレーター)
Ein（アイン、1976年12月10日 - ）は、日本のイラストレーター。東京都在住、A型。

## 人物・作風
ドット絵デザイナーの経歴を持つ。
デザイン傾向としては、少々硬めの水彩画のような色合いやパステルカラー、アニメ絵のようなオーソドックスな着色など様々で、キャラクターのジャンルについてもメカ単体のものやメカ少女系のもの、ファンタジー系のデザイン、更にはドット絵等、多様である。使用するペイントツールも複数種扱う。

## 主な担当・参加作品
- ガジェットトライアル
- ミニ四駆オンラインレーサー
- ディメンションゼロ
- 神撃のバハムート
- カードファイト!!ヴァンガード
- 白銀のカルと蒼空の女王
- シンシア Sincerely to You
- WSW EXODUS
- GENEBLOCK（RNAシリーズのキャラの一つをデザイン）
- 太陽戦士サンササン
- ＷＳＷ　ＥＸＯＤＵＳ
- 法石姫　－クロイハナトナクシタナマエ－
- まきいづみの こてんこてん落語
  - まきいづみのひゃくにんいっちゅ!
- 姫宮さんの中の人
- 超鋼女セーラ
- アイドルマスター XENOGLOSSIA ～絆～
- コミッカーズアートスタイル（5号）
- 超鋼聖女ベッキー
- ILLUST STUDIO公式メイキング講座 裏表紙
- 萌え萌え大戦争☆げんだいばーん
- SAY!YOU!SAY!ME!星狩り
- キラキラスターナイト